# Юрченко, Пётр Стефанович
Пётр Стефанович Юрченко (17 августа 1917, хутор Орловые Стенки, Воронежская губерния — 17 апреля 1945, Чехия) — командир орудийного расчёта батареи 76-миллиметровых пушек 1089-го стрелкового полка, старший сержант.

## Биография
Родился 17 августа 1917 года на хуторе Орловые Стенки Острогожского уезда. Украинец. Окончил 5 классов. Трудился в колхозе.
В 1939 году Россошанским райвоенкоматом был призван в Красную Армию. На фронте в Великую Отечественную войну с 1941 года. Воевал в артиллерии. Член ВКП(б) с 1944 года. К началу 1944 года старший сержант Юрченко — командир орудийного расчёта батареи 76-мм пушек 1089-го стрелкового полка 322-й стрелковой дивизии.
20 февраля 1944 года в бою под городом Коростышев Житомирской области Украины расчёт старшего сержанта Юрченко подбил танк, подавил 2 пулемёта и истребил свыше 10 противников. Приказом от 28 февраля 1944 года старший сержант Юрченко Пётр Стефанович награждён орденом Славы 3-й степени.
В июле 1944 года при ликвидации окружённой группировки противника западнее города Броды Львовской области Украины старший сержант Юрченко с бойцами расчёта отбил 4 контратаки, подавил пулемёт и вывел из строя свыше отделения пехоты. В этих боях лично уничтожил из личного оружия 2 солдат и участвовал в пленении 14 автоматчиков. Приказом от 18 октября 1944 года старший сержант Юрченко Пётр Стефанович награждён орденом Славы 2-й степени.
16 января 1945 года на подступах к городу Краков старший сержант Юрченко, командуя расчётом, огнём из орудия подавил противотанковую пушку, пулемётную точку, поразил более 10 автоматчиков, проделал проходы в проволочных заграждениях. 19 января в боях за город Краков подбил 2 автомобиля с боеприпасами и бронетранспортёр противника.
За эти бои был представлен к награждению орденом Славы 1-й степени. Но высокую награду получить не успел. 17 апреля 1945 года погиб в бою. Похоронен близ города Опава.
Указом Президиума Верховного Совета СССР от 29 июня 1945 года за исключительное мужество, отвагу и бесстрашие, проявленные в боях с вражескими захватчиками, старший сержант Юрченко Пётр Стефанович награждён орденом Славы 1-й степени. Стал полным кавалером ордена Славы.
Награждён орденом Красной Звезды, Славы 3-х степеней, медалями.